# (8370) Vanlindt
(8370) Vanlindt (1991 RK11) – planetoida z pasa głównego asteroid okrążająca Słońce w ciągu 4,11 lat w średniej odległości 2,57 au. Odkryta 4 września 1991 roku.